# Kadarapura, Kunigal
Kadarapura là một làng thuộc tehsil Kunigal, huyện Tumkur, bang Karnataka, Ấn Độ.